# William Joseph Rainbow
William Joseph Rainbow (Yorkshire, 1856 – Sydney, 21 novembre 1919) è stato un aracnologo ed entomologo australiano.

## Biografia
Si è formato all'Università di Edimburgo, per poi seguire la famiglia in Nuova Zelanda, in quanto suo padre era ufficiale della Royal Navy.
Inizia la sua attività nel 1873 come giornalista, pur continuando gli studi di scienze naturali che lo appassioneranno per tutta la vita. Nel 1883 parte alla volta di Sydney in qualità di corrispondente per diverse testate giornalistiche e, poco dopo, assume l'incarico di entomologo presso l'Australian Museum di Sydney.
Ha scritto una settantina di pubblicazioni, prevalentemente in campo aracnologico, descrivendo nuovi taxa nell'esaminare le collezioni dei ragni australiani. Nel 1911 stilò anche un catalogo ragionato dell'aracnofauna australiana: A Census od Australian Araneidae.
Ebbe un discreto successo all'epoca anche la pubblicazione A guide to the study of Australian butterflies Melbourne, 1907.

## Taxa descritti
- Cataxia Rainbow, 1914, genere di ragni della famiglia Idiopidae
- Euoplos Rainbow, 1914, genere di ragni della famiglia Idiopidae
- Araneus acachmenus Rainbow, 1916, ragno della famiglia Araneidae
- Carepalxis poweri Rainbow, 1916, ragno della famiglia Araneidae
- Deliochus pulcher Rainbow, 1916, ragno della famiglia Araneidae
- Dolophones intricata Rainbow, 1915, ragno della famiglia Araneidae
- Saccodomus formivorus Rainbow, 1900, ragno della famiglia Thomisidae

## Taxa denominati in suo onore
1. Rainbowia Southcott, 1961, genere di acari Prostigmata appartenente alla famiglia Erythraeidae
2. Araneus rainbowi (Roewer, 1942), ragno della famiglia Araneidae
3. Arctostaphylos rainbowensis J.E. Keeley & Massihi 1994, pianta della famiglia Ericaceae
4. Argyrodes rainbowi (Roewer, 1942), ragno della famiglia Theridiidae
5. Bathyphantes rainbowi Roewer, 1942, ragno della famiglia Linyphiidae
6. Blakistonia rainbowi (Pulleine, 1919), ragno della famiglia Idiopidae
7. Clubiona rainbowi Roewer, 1951, ragno della famiglia Clubionidae
8. Cyrtophora rainbowi Roewer, 1955, ragno della famiglia Araneidae
9. Holoplatys rainbowi Zabka, 1991, ragno della famiglia Salticidae
10. Maratus rainbowi (Roewer, 1951), ragno della famiglia Salticidae
11. Neotermes rainbowi (Hill, 1926), termite della famiglia Kalotermitidae
12. Procambridgea rainbowi Forster & Wilton, 1973, ragno della famiglia Stiphidiidae
13. Storena rainbowi Berland, 1924, ragno della famiglia Zodariidae
14. Tmarus rainbowi Mello-Leitão, 1929, ragno della famiglia Thomisidae
15. Trittame rainbowi Raven, 1994, ragno della famiglia Barychelidae
16. Xysticus rainbowi Strand, 1901, ragno della famiglia Thomisidae

## Opere e pubblicazioni
Di seguito l'elenco delle principali opere aracnologiche:
- Rainbow, W.J., 1893a - Descriptions of some new Araneidae of New South Wales. No. 1. Proceedings of the Linnean Society of New South Wales (2) vol.7, pp. 471–476.
- Rainbow, W.J., 1893b - Descriptions of some new Araneidae of New South Wales. No. 2. Proceedings of the Linnean Society of New South Wales (2) vol.8, pp. 16–24.
- Rainbow, W.J., 1894a - Descriptions of some new Araneidae of New South Wales. No. 3. Proceedings of the Linnean Society of New South Wales (2) vol.8, pp. 287–294.
- Rainbow, W.J., 1898a - Contribution to a knowledge of the arachnidan fauna of British New Guinea. Proceedings of the Linnean Society of New South Wales vol.23, pp. 328–356.
- Rainbow, W.J., 1898b - Description of a new araneiad [sic]. Records of the Australian Museum vol.3 (4), pp. 82–83.
- Rainbow, W.J., 1899a - Contribution to a knowledge of Papuan Arachnida. Records of the Australian Museum vol.3, pp. 108–118.
- Rainbow, W.J., 1899b - Contribution to a knowledge of the araneidan fauna of Santa Cruz. Proceedings of the Linnean Society of New South Wales vol.24, pp. 304–321.
- Rainbow, W.J., 1905 - Studies in Australian Araneidae. No 4. Records of the Australian Museum vol.6, pp. 9–12.
- Rainbow, W.J., 1908 - Studies in Australian Araneidae. No 5. Records of the Australian Museum vol.7, pp. 44–50.
- Rainbow, W.J., 1909 - Notes on the architecture, nesting habits and life histories of Australian Araneidae, based on specimens in the Australian Museum. Part VII. Entelegynae (continued). Records of the Australian Museum vol.7, pp. 212–234.
- Rainbow, W.J., 1911 - A census of Australian Araneidae. Records of the Australian Museum vol.9, pp. 107–319.